# セハット・ウマル
フィクリ・セハット・ウマル（ドイツ語: Fikri Serhat Umar、1982年12月13日 - ）は、ドイツヘッセン州マイン＝タウヌス郡フレールスハイム・アム・マイン出身のサッカー指導者。トルコ系ドイツ人。UEFA Aライセンス取得。Jリーグ・サンフレッチェ広島コーチ。

## 来歴
トルコバイブルトにルーツを持つ。ドイツのフレールスハイム・アム・マインで育つ。ダルムシュタット工科大学機械工学科卒業。
ドイツサッカー協会に所属していたミヒャエル・スキッベと出会う。2013年、スポーツシューレ・ヘネフでUEFA Aライセンスを習得する。
2015年、スキッベがトルコスュペル・リグエスキシェヒルスポル監督に就任すると、そのアシスタントコーチに就任した。その後、2017年ユルマズ・ヴラル率いるギョズテペSKでアシスタントコーチ、2017年から2019年までエロル・ブルト率いるイェニ・マラティヤスポルでアシスタントコーチ、2020年ヴラル率いるアクヒサル・ベレディイェスポルでアシスタントコーチ、とトルコでコーチ経験を積む。
2020年から2021年までケナン・コジャク率いるハノーファー96でアシスタントコーチを務める。2022年サンフレッチェ広島監督に就任するスキッベに呼ばれ、広島アシスタントコーチに就任した。

## 指導歴
- 2015年  エスキシェヒルスポル アシスタントコーチ[3]
- 2017年  ギョズテペSK アシスタントコーチ[3]
- 2017年 - 2019年  イェニ・マラティヤスポル アシスタントコーチ[3]
- 2020年  アクヒサル・ベレディイェスポル アシスタントコーチ[3]
- 2020年 - 2021年  ハノーファー96 アシスタントコーチ[3]
- 2022年 -  サンフレッチェ広島F.C アシスタントコーチ[3]